# Joel Surnow
Joel Surnow er bedst kendt som medskaber og executive producer  for tv-serien La Femme Nikita, men har også skrive manuskripter til andre populære serier såsom The Equalizer, Miami Vice, Nowhere Man og Wiseguy. Hans seneste værk er den meget populære, prisvindende tv-serie 24 Timer, som han skabte og producerer sammen med Robert Cochran. I 2006 vandt 24 Timer flere Emmy Awards.

## Eksterne links
- Joel Surnow på Internet Movie Database (engelsk)
- Joel Surnow på AlloCiné (fransk)
- Joel Surnow på AllMovie (engelsk)
- Joel Surnow på The Movie Database (engelsk)